# 韋爾加斯
韋爾加斯（英語：Vergas）是一个美國城市，位於在明尼苏达州水獭县。根據2010年的人口普查，當地人口為331人。

## 地理
根据美国人口普查局，该城市的总面积為1.50平方英里（3.88平方），其中1.46平方英里（3.78平方）為陸地，0.04平方英里（0.10平方）為水域。